# María Isabel Chorobik de Mariani
María Isabel Chicha Chorobik de Mariani (San Rafael, provincia de Mendoza; 19 de noviembre de 1923-La Plata, 20 de agosto de 2018) fue una activista de derechos humanos en Argentina, fundadora y segunda presidente de la Asociación Abuelas de Plaza de Mayo, de la cual se separó en 1989. En 1996 fundó la Asociación Anahí (en honor a su nieta desaparecida, Clara Anahí Mariani) y la presidió hasta la fecha de su fallecimiento. En 2007, la Legislatura de la Ciudad de Buenos Aires la galardonó con un diploma de honor por su tarea a favor de los derechos humanos.

## Biografía
María Isabel Chorobik, nació el 19 de noviembre de 1923 en Cañada Seca, San Rafael, Mendoza. Hija de Juan Chorobik, inmigrante polaco, y de Luisa García, una mujer mendocina. Tuvo un hermano menor llamado Blas.
En 1932, con sólo 10 años, se mudó a San Rafael para seguir estudiando. 
Cursó sus estudios entre 1943 y 1946 en la Academia de Artes Plásticas de la Universidad de Cuyo pero luego de una huelga estudiantil decidió no recibirse allí.
Se inició en la docencia como profesora particular de Dibujo y Pintura y profesora ad honorem en la Asociación Infantil “Amigos del Arte”. Entre 1961 y 1965 fue profesora en la Escuela Nacional de Educación Técnica N.º 1 en la cátedra de Dibujo, Anatomía Artística e Historia del Arte.
En marzo de 1947 se casó con el destacado director de orquesta y violinista Enrique José Mariani (1921-2003), con quien estuvo casada hasta la muerte de él.
Durante la dictadura militar autodenominada Proceso de Reorganización Nacional (1976-1983), el 24 de noviembre de 1976, las fuerzas de seguridad atacaron la casa en La Plata de su hijo Daniel Mariani y su nuera Diana Teruggi, militantes de Montoneros, quienes tenían una hija de tres meses, Clara Anahí. En el ataque murió su nuera, otros cuatro militantes y fue secuestrada la beba. Al año siguiente, el 1 de agosto de 1977, fue asesinado también su hijo.
Al recibir noticias de que su nieta había sobrevivido el ataque, María Isabel comenzó a buscarla completamente sola. Concurrió a los cuarteles, comisarías y juzgados, sin lograr resultados, y en muchos casos siendo maltratada o amenazada por hacerlo. Monseñor Emilio Graselli, de la Iglesia católica, le confirmó que su nieta se encontraba viva, pero también que había sido entregada a una familia influyente, a la vez que le comunicó que la Iglesia no estaba dispuesta a intervenir para su restitución.
En la segunda mitad de 1977 se relacionó con Alicia Licha Zubasnabar de De la Cuadra, también de La Plata, y entre ambas decidieron crear una organización de abuelas buscando a sus nietos desaparecidos.

## Abuelas de Plaza de Mayo
Tras el golpe de Estado del 24 de marzo de 1976, el solo hecho de preguntar por el paradero de un familiar detenido-desaparecido era riesgoso y podía resultar a su vez en la detención-desaparición.
En ese momento la situación de indefensión e impotencia de los familiares de las personas desaparecidas era extrema, ya que ninguna democracia del mundo, ni la Iglesia católica ―de gran influencia en el país―, ni las organizaciones internacionales humanitarias, estaban dispuestas a intervenir. Tampoco era posible recurrir al sistema judicial, ya que los jueces argentinos rechazaban sistemáticamente los recursos de habeas corpus.
En esas condiciones, un grupo de madres, padres y familiares de los desaparecidos iniciaron un movimiento de resistencia no violenta, que se volvería histórico. La propuesta surgió de Azucena Villaflor, luego desaparecida y asesinada por la dictadura:

Tenemos que ir directamente a la Plaza de Mayo y quedarnos allí hasta que nos den una respuesta.

El 30 de abril de 1977 comenzaron a marchar cada jueves alrededor de la Pirámide de Mayo, en la plaza del mismo nombre, situada frente a la casa de gobierno. Para llamar la atención, las mujeres decidieron cubrirse el cabello con un pañal de tela blanco.
El grupo recibió rápidamente el nombre de Madres de Plaza de Mayo y por su sola presencia comenzó a ejercer presión nacional e internacional sobre el destino de las personas que desaparecían en la Argentina. Inicialmente, el régimen militar intentó explicar la presencia de esas personas caminando alrededor de la pirámide, sosteniendo que se trataba de «locas».
Entre estas madres-abuelas se encontraba «Licha» de De la Cuadra (Alicia Zubasnábar de De la Cuadra), quien había comenzado a participar en las rondas en septiembre de 1977, junto con su esposo y Hebe de Bonafini.
Por ese entonces, María Isabel Chorobik de Mariani había comenzado a buscar a otras madres de desaparecidos que, como ella, también estuvieran buscando a sus nietos. Mariani había sido impulsada a agruparse con otras abuelas por Lidia Pegenaute, una abogada que se desempeñaba como asesora de menores en los tribunales de La Plata, donde aquella intentaba infructuosamente encontrar alguna solución para su caso. La Dra. Pegenaute fue una de los casos excepcionales de funcionarios del poder judicial que colaboraron genuinamente con los familiares de desaparecidos.
En el segundo semestre de 1977 Mariani fue a buscar a De la Cuadra a su casa de La Plata:

El día que conocí a Alicia ella estaba con un salto de cama rosado y ordenaba su casa. Empezamos a charlar y perdimos la noción del tiempo. Ese día empecé a descubrir lo que realmente estaba pasando y a entender que la búsqueda debía hacerse de otra manera, que no había un solo niño desaparecido sino por lo menos dos. Y si había dos, ¿cuántos más podrían ser? Por primera vez tuve la horrorosa sensación de que no encontrábamos a los niños porque no nos los querían entregar.

Ese día, María Isabel Mariani y Alicia de De la Cuadra tomaron la decisión de agruparse como abuelas y esta convocó a aquellas que conocía de las rondas de los jueves en Plaza de Mayo.

«Licha» (Alicia de De la Cuadra) buscó a las otras abuelas que ya conocía de la Plaza de Mayo, nos reunimos y decidimos empezar a trabajar juntas. Éramos 12 en ese momento. A mi me asombró verlas con tanta serenidad; yo era un guiñapo, un llanto continuo, las veía a ellas tan serenas y decía «tengo que ser como ellas». Primero nos dimos a conocer como Abuelas Argentinas con Nietitos Desaparecidos. Pero fuimos creciendo, la gente empezó a conocernos y a llamarnos las Abuelas de Plaza de Mayo.
Chicha Mariani

Las doce madres-abuelas fundadoras se reunieron por primera vez el 21 de noviembre de 1977. Ellas fueron:
María Isabel Chorobik de Mariani,
Beatriz H. C. Aicardi de Neuhaus,
Eva Márquez de Castillo Barrios,
Alicia Zubasnabar de De la Cuadra,
Vilma Delinda Sesarego de Gutiérrez,
Mirta Acuña de Baravalle,
Haydee Vallino de Lemos,
Leontina Puebla de Pérez,
Delia Giovanola de Califano,
Raquel Radio de Marizcurrena,
Clara Jurado y
María Eugenia Casinelli de García Irureta Goyena.
Licha Zubasnabar fue su primera presidenta. Inicialmente adoptaron el nombre de Abuelas Argentinas con Nietitos Desaparecidos, pero en 1980 terminaron organizándose legalmente con la denominación por la que ya eran públicamente reconocidas, Abuelas de Plaza de Mayo.
Este subgrupo de las Madres comprendió que la situación de los niños secuestrados por las fuerzas de seguridad era diferente de la de sus padres y que se precisaban estrategias y metodologías específicas para recuperarlos. «Buscar a sus nietos sin olvidar a sus hijos», fue la consigna que las agrupó.
Durante la dictadura militar y a pesar de los riesgos, las Abuelas de Plaza de Mayo iniciaron una tarea detectivesca para localizar a sus nietos, sin abandonar la búsqueda de sus hijos, a la vez que emprendieron una acción de sensibilización nacional e internacional acerca de los niños desaparecidos y el robo de bebés.
Una vez recuperada la democracia, el 10 de diciembre de 1983, las Abuelas se organizaron como asociación civil sin fines de lucro, dejando «Licha» de la Cuadra la presidencia, que pasó a ser ejercida por «Chicha» Mariani. Bajo su gestión, las Abuelas promovieron la utilización de los últimos adelantos genéticos para establecer un sistema de identificación de los nietos apropiados, sin antecedentes en el mundo, y presionaron para que el Estado enjuiciara a los responsables de los secuestros de los niños, considerándolo como parte de un plan represivo.

## Asociación Anahí
En 1989, por diferencias con otras miembros de la agrupación, Mariani dejó Abuelas. En febrero de 1996 fundó, junto a Elsa Pavón y otras compañeras y compañeros un nuevo organismo, la Asociación Anahí, para promover, sostener y defender la plena vigencia de los derechos humanos. Entre sus prioridades siguió estando presente la búsqueda de su nieta, pero la Asociación tuvo y tiene, a su vez, como objetivos la construcción de la memoria colectiva, el asesoramiento en derechos humanos y la defensa del derecho a la identidad. Especialmente, la Asociación trabaja en pos de la construcción de la memoria junto a las nuevas generaciones en la Casa Mariani Teruggi; en la búsqueda de justicia por los crímenes cometidos durante la última dictadura; en el acompañamiento de personas que buscan sus orígenes, y en la preservación de fuentes documentales y testimonios referidos a los acontecimientos históricos que atravesaron a la Argentina y el mundo desde los años 60.

## Casa Mariani-Teruggi

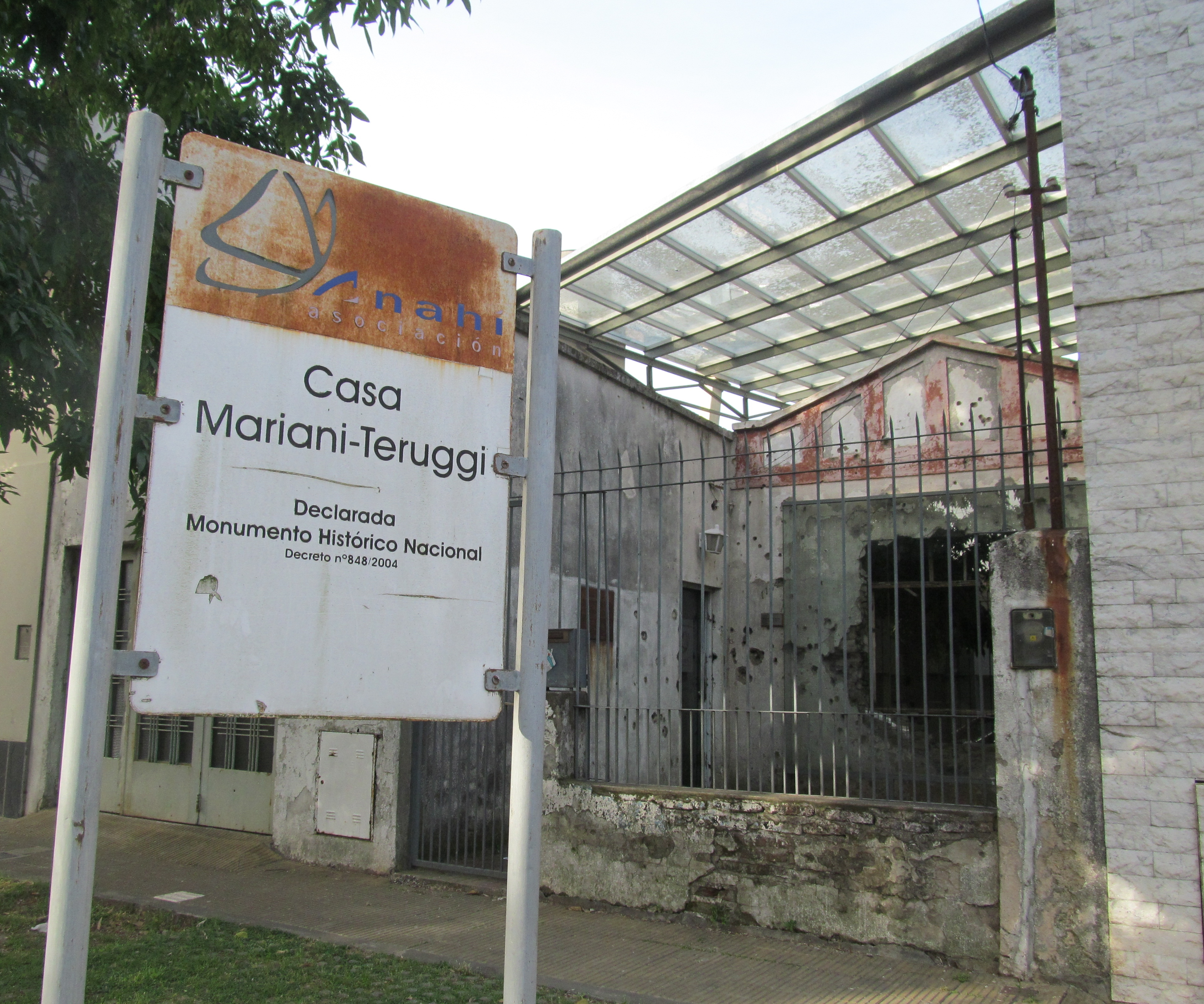
Casa Mariani Teruggi de La Plata

Diana Teruggi, estudiante de Letras, y Daniel Mariani, licenciado en Economía, se mudaron en 1975 a una casa de la calle 30 de La Plata, que funcionó también como una de las casas operativas de Montoneros en esa ciudad y donde se escondía la imprenta clandestina de la revista Evita Montonera. El 12 de agosto de 1976 nació la hija de ambos, Clara Anahí Mariani.
Tres meses más tarde, el 24 de noviembre de 1976, la casa fue atacada durante 3 horas por más de cien efectivos del ejército y la policía bonaerense. Todas las personas adultas que estaban allí ese día fueron asesinadas: Además de Teruggi, Roberto Porfidio, Daniel Mendiburu Eliçabe, Juan Carlos Peiris y Alberto Bossio. Clara Anahí Mariani fue llevada con vida y secuestrada ese día.
El día del ataque, Daniel Mariani había salido a trabajar a Buenos Aires; durante ocho meses siguió militando para la organización Montoneros desde la clandestinidad. El 1 de agosto de 1977 fue asesinado, cuando estaba junto a su compañera de militancia Laura Carlotto.
En las paredes y techos de la casa todavía hoy se pueden ver el impacto de las balas y la sangre de las personas allí asesinadas. En 1998 se recuperó la casa y se comenzó a abrir al público. Ese mismo año fue declarada de Interés Municipal, declarada Patrimonio Cultural de la Provincia de Buenos Aires en 2000, declarada de Interés Nacional en 2003, y Monumento Histórico Nacional en 2004.
En la novela autobiográfica La casa de los conejos, la escritora Laura Alcoba narra los meses que vivió con su madre en esta casa, entre los años 1975 y 1976, describiendo la dinámica de vida de la casa y sus habitantes desde la mirada de una niña de 7 años.
En la novela Tu cielo es mi patria de banderas, del escritor platense Sergio de Igarzabal, se narra la historia de Titina, Pablo Eduardo y otros protagonistas que dan forma a una ficción inspirada en el drama familiar que vivió la familia Mariani a partir del secuestro de su nieta Clara y del asesinato a manos del ejército de su nuera Diana Teruggi en el año 1977. La novela fue editada en el año 2015 por editorial Malisia, de la ciudad de La Plata. Para escribirla, el autor realizó varias entrevistas a «Chicha» Mariani y a varios protagonistas de aquellos años.

### La falsa reaparición de su nieta
El 24 de diciembre de 2015, una mujer cordobesa llegó a la casa de la fundadora de Abuelas de Plaza de Mayo afirmando que ella era Clara Anahí Mariani-Teruggi, la nieta desaparecida de «Chicha» Mariani. Como evidencia aportó un informe del CIGA (Centro Integral de Genética Aplicada), un laboratorio privado de la ciudad de Córdoba, firmado por un bioquímico llamado Juan Carlos Jaime, en el que se afirmaba «la existencia de un vínculo biológico por la vía paterna [...] con una probabilidad de 99,9 %».
Sin embargo, la mujer ocultó el hecho de que el 25 de junio de 2015, el Banco Nacional de Datos Genéticos le había informado personalmente que ella no tenía ninguna filiación con ninguna persona desaparecida.

## Juicios

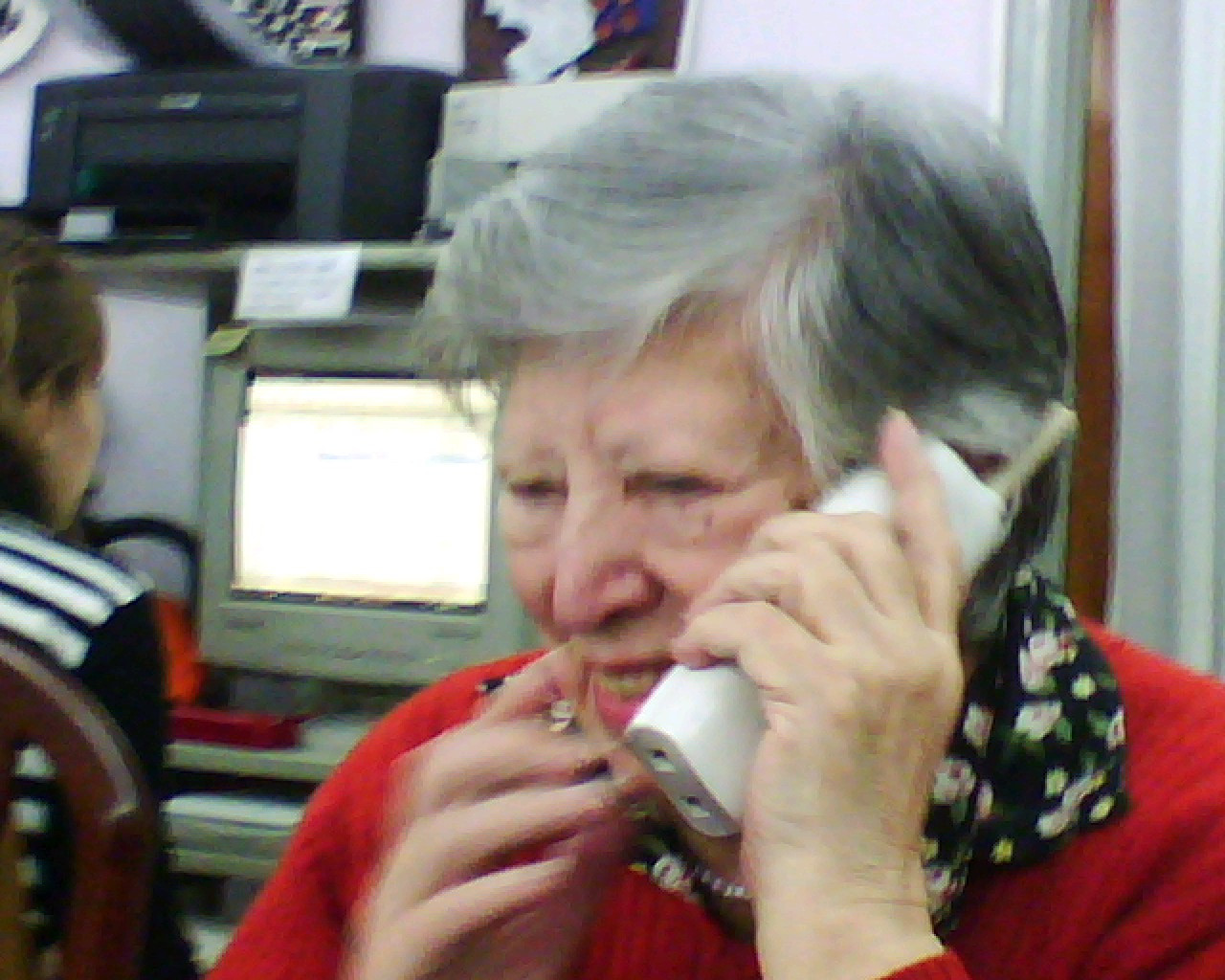
«Chicha» Mariani hablando por teléfono

Entre otras causas contra los responsables de delitos de lesa humanidad cometidos durante la dictadura militar, «Chicha» Mariani declaró en el juicio seguido contra el excomisario Miguel Etchecolatz, en el que, en 2007, fue condenado a cadena perpetua por el asesinato de su nuera Diana Teruggi.

## Reconocimientos
En 2007, fue galardonada por la Legislatura de la Ciudad de Buenos Aires con diploma de honor por su tarea a favor de los derechos humanos.
A partir del 3 de octubre de 2018, el estudio principal de Radio Caput pasó a llamarse “Estudio Chicha Mariani”.
El Honorable Concejo Deliberante de la ciudad de Olavarría dispuso en 2021 que la calle 207 de esa localidad pase a denominarse “María Isabel ‘Chicha’ Chorobik de Mariani”.